# Audio active
audio active（オーディオ・アクティブ）は、日本のダブ・レゲエ・バンド。

## 概要
ダブを根底に置きながら、レゲエ/ニュー・ウェイヴ/ドラムンベース/ファンクの要素を取り入れたサウンドは、日本国外での評価も高い。かねてからバンドの生音とデジタル・サウンドの融合を図り、後進のバンド、DJ、サウンド・クリエーターたちにも影響を与えた。イギリス最大のロック・フェスティバル、グラストンベリー・フェスティバル、欧州最大のロック・フェス、ロスギルダー、日本のレインボー2000、フジロックフェスティバルなどのフェスにも多数出演。
バンド名はUKレゲエのパイオニアデニス・ボーヴェル&ザ・ダブ・バンドの1986年発表のアルバム『AUDIO ACTIVE』に由来している。

## 略歴
- 1987年
  - MASAの呼びかけにより活動開始。
- 1991年
  - 2DDとNANAOが加入し現在の原型が完成される。
- 1993年
  - メジャーデビュー。
- 1994年
  - ワールド・リリースされた作品がイギリスのチャートで上位にランクインされる。

## メンバー
- マサ：ボーカル

DJとしても活躍。OSADA"SATAMASA"MASA→MASA THE AL-TAMYRAN→MASAと名乗っていた。現在はMASAMATIX。
- 2DD：キーボード・サンプラー

LIKKLE MAIのアルバムにて楽曲をプロデュース。NEEDIE-Dと名乗っていた時期もある。
- 七尾茂大：ドラム

DRY&HEAVYのドラム（Shigemoto Nanao alias DRY）であり、DJとしても活躍。NANAO、七尾茂と名乗っていた時期もある。
- Cutsigh a.k.a. KASAI：ギター

FORCE OF NATURE、GOMA、Jemapur、SHOHEIなど数々のアーティストと競演。元MELONMAN。

### 旧メンバー
- MC1000：カタリスト
- TAKI：ベース

### サポートメンバー
- MASTER PATA：ベース

1990年代にサポートとして参加。現DRY&HEAVY、NIGHT JUNGLE、☆マーレーズ☆など。元MELONMAN。
- TETSU NISHIUCHI：サックス

1st,2ndアルバムのサックスを担当。現Reggae Disco Rockers、川上つよしと彼のムードメイカーズ、TECHNIQUESなど。
- AKAMA：ベース

HIDEKI AKAMA、アカマヒデキ。元Multiplex。

## ディスコグラフィ

### アルバム
- AUDIO ACTIVE（1993年11月21日）アルファレコードSPINレーベル
- Happy Happer（1995年）ON.U sound／BEAT RECORDS
- Apollo Choco（1996年8月19日）ON.U sound／BEAT RECORDS
- Return Of The Red I（1999年3月25日）WARNER MUSIC／DREAM MACHINE
- Spaced Dolls（2000年9月27日）WARNER MUSIC／DREAM MACHINE
- Back To The Stoned Age（2003年10月4日）BEAT RECORDS

### ミニアルバム
- We Are Experienced（1994年）BEAT RECORDS／Massive Recording Co
- MELT 1（2002年9月3日）BEAT RECORDS
- MELT 2（2004年10月4日）BEAT RECORDS

### その他アルバム
- We Are Audio Active（1994年、2003年12月6日に再編集されBEAT RECORDSより再発）ON.U sound ※1stアルバム海外盤
- The Way Out Is the Way In（1995年11月14日）All Saints／BEAT RECORDS ※ララージとのコラボ盤
- Apollo Choco Remixed　ON.U sound ※リミックスアルバム
- IT’S A STONY（1998年5月25日）BEAT RECORDS ※外部アーティストのオーディオ・アクティブによるRemixなど
- ALTERED I（1999年7月14日）WARNER MUSIC／DREAM MACHINE ※リミックスアルバム
- Bong（2000年3月21日）CD　WARNER MUSIC／Birdman Records ※リミックスアルバム　ALTERED Iの海外盤
- Audio Active Sound Crash　mixed by エイドリアン・シャーウッド（2006年4月22日）BEAT RECORDS ※ミックスCD

### シングル
- Wanna-Na（1994年）12inch
- Free The Marijuana（1994年）12inch／CD（1995年）
- More Tokyo Space Cowboys（1994年）CD
- Happy Shopper（1995年）12inch
- Electric Bombardment（1995年）12inch
- The Way In / The Way Out（1995年）12inch ※ララージとのコラボーレション盤
- 24 Hours Exploration（1995年）CD
- Happy Shopper in Europe（1995年11月1日）CD／12inch
- Start Rec（1996年6月、2002年12月にデッドストックが再リリース）CD／12inch
- Bag Filled With Emptiness（1999年10月27日）CD／12inch
- Happers EP（2000年）12inch　Boss the MCをフィーチャリング
- YOU'RE NO GOOD（2001年1月24日）CD
- FRF EP（2003年）CD（8cm）フジロック限定EP
- Stoned EP（2003年）12inch
- FROZEN HEAD（2003年）7inch
- 2007 88（2007年）iTunes Store 配信限定リミックスEP

### その他
- AIR「AIR(RE-MIXED by audio active)」
- 佐野元春「No surprise at all-驚くに値しない(audio active remixed version)」
- THE MAD CAPSULE MARKETS「SYSTEMATIC（audio active remix）」
- デニス・ボーヴェル「DEEP DEEP remixed by audio active」
- Pre YMO & Various Artists「InDo(audio active Remix)」
- BUGY CRAXONE「O.M.D. remix and additional production by audio active」
- MELONMAN「RETURN FROM THE MEDICAL SURGELY(AUDIO ACTIVE REMIX)」
- Audio Active + Universe Crew ｢split 12inch｣　Green Tea
- ASIAN DUB FOUNDATION ｢FORTRESS EUROPE EP(audio active Remix)」